# 大米帶
34°N 91°W / 34°N 91°W

綠色部分是大米地帶

大米帶（Rice Belt）是美國的一個地理地區，包括了阿肯色州、路易斯安那州、密西西比州和得克薩斯州，均位於美國南部。這一地區是美國主要的大米產地。美國國內大米產量最多的州分是阿肯色州，之後是加利福尼亞州、路易斯安那州、密西西比州、德克薩斯州、密蘇里州。加利福尼亞州和密蘇里州並不認為屬於大米帶。